# Brzeźnica (stacja kolejowa w województwie wielkopolskim)
Brzeźnica – zlikwidowana w 1945 roku stacja kolejowa w Brzeźnicy, w gminie Jastrowie, w powiecie złotowskim, w województwie wielkopolskim, w Polsce.